# Fußball-Brandenburgliga 2023/24
Die  Saison 2023/24 war die 34. Spielzeit der Brandenburgliga und die 16. als sechsthöchste Spielklasse im Fußball der Männer in Deutschland. Sie begann am 18. August 2023 mit dem 1. Spieltag und endete am 22. Juni 2024 mit dem 32. Spieltag.
Der SV 1908 Grün-Weiß Ahrensfelde wurde in dieser Saison zum ersten Mal Landesmeister in Brandenburg. Der 1. FC Frankfurt errang, mit 15 Punkten Rückstand, die Vizemeisterschaft. Zur Winterpause führte der SV 1908 Grün-Weiß Ahrensfelde nach der Hinrunde noch die Tabelle der Brandenburgliga an und errang ebenen falls damit den inoffiziellen Titel des Herbstmeisters.
Als Absteiger standen nach dem 32. Spieltag der FC Concordia Buckow/Waldsieversdorf 03, FV Preussen Eberswalde und der SV Victoria Seelow fest und mussten in die Landesliga absteigen.

## Teilnehmer
An der Spielzeit 2023/24 nahmen insgesamt 17 Vereine teil.
| ▼Absteiger aus der Oberliga Nordost 2022/23 | ▼Absteiger aus der Oberliga Nordost 2022/23 |
| ------------------------------------------- | ------------------------------------------- |
| Märkischer SV 1919 Neuruppin                | 1. FC Frankfurt                             |

| Mannschaften aus der Brandenburgliga 2022/23 | Mannschaften aus der Brandenburgliga 2022/23 | Mannschaften aus der Brandenburgliga 2022/23 |
| -------------------------------------------- | -------------------------------------------- | -------------------------------------------- |
| Oranienburger FC Eintracht 1901              | TSG Einheit Bernau                           | TuS 1896 Sachsenhausen                       |
| Werderaner FC Viktoria 1920                  | FV Preussen Eberswalde                       | SV Blau-Weiß Petershagen-Eggersdorf          |
| SV Victoria Seelow                           | SV Grün-Weiß Lübben                          | SG Union Klosterfelde                        |
| SV Zehdenick 1920                            | SV 1908 Grün-Weiß Ahrensfelde                | SV Germania 90 Schöneiche                    |
| Brandenburger SC Süd 05                      |                                              |                                              |

| ▲Aufsteiger aus der Landesliga 2022/23 | ▲Aufsteiger aus der Landesliga 2022/23 |
| -------------------------------------- | -------------------------------------- |
| FC Concordia Buckow/Waldsieversdorf 03 | SG Fortuna Babelsberg                  |

## Spielstätten
Die Spielstätten sind nach den Kapazitäten sortiert.
| Logo | Verein                                 | Stadion                          | Standort                   | Kapazität |
| ---- | -------------------------------------- | -------------------------------- | -------------------------- | --------- |
|      | 1. FC Frankfurt                        | Stadion der Freundschaft         | Frankfurt (Oder)           | 12.000    |
|      | Brandenburger SC Süd 05                | Werner-Seelenbinder-Sportplatz   | Brandenburg an der Havel   | 5.000     |
|      | Märkischer SV 1919 Neuruppin           | Volksparkstadion                 | Neuruppin                  | 5.000     |
|      | FV Preussen Eberswalde                 | Westend-Stadion                  | Eberswalde                 | 4.000     |
|      | SV Victoria Seelow                     | Sparkassen-Arena                 | Seelow                     | 3.700     |
|      | SV Grün-Weiß Lübben                    | Stadion der Völkerfreundschaft   | Lübben (Spreewald)         | 3.000     |
|      | Werderaner FC Viktoria 1920            | Arno-Franz-Sportplatz            | Werder (Havel)             | 3.000     |
|      | TSG Einheit Bernau                     | Sportplatz am Wasserturm         | Bernau bei Berlin          | 3.000     |
|      | SV 1908 Grün-Weiß Ahrensfelde          | Jahnsportstätte                  | Ahrensfelde                | 2.500     |
|      | SV Blau-Weiß Petershagen-Eggersdorf    | Waldsportplatz                   | Petershagen/Eggersdorf     | 2.500     |
|      | SG Fortuna Babelsberg                  | Sternsportplatz                  | Babelsberg                 | 2.500     |
|      | SV Zehdenick 1920                      | Gema Baustoffe-Arena             | Zehdenick                  | 2.500     |
|      | Oranienburger FC Eintracht 1901        | Orafol-Arena                     | Oranienburg                | 2.200     |
|      | TuS 1896 Sachsenhausen                 | ELGORA-Stadion                   | Sachsenhausen              | 2.100     |
|      | SG Union Klosterfelde                  | Sportplatz an der Mühlenstraße   | Klosterfelde               | 2.000     |
|      | SV Germania 90 Schöneiche              | Friedrich-Ludwig-Jahn-Sportplatz | Schöneiche                 | 2.000     |
|      | FC Concordia Buckow/Waldsieversdorf 03 | Waldsportplatz                   | Buckow (Märkische Schweiz) | 1.000     |

## Tabelle
| Pl. | Verein                                     | Sp. | S  | U  | N  | Tore    | Diff. | Punkte | Anm. |
| --- | ------------------------------------------ | --- | -- | -- | -- | ------- | ----- | ------ | ---- |
| 1. | SV 1908 Grün-Weiß Ahrensfelde L            | 32  | 24 | 6  | 2  | 094:350 | +59   | 78     | ▲    |
| 2. | 1. FC Frankfurt (A) L                      | 32  | 18 | 9  | 5  | 082:400 | +42   | 63     |      |
| 3. | Märkischer SV 1919 Neuruppin (A) L         | 32  | 18 | 7  | 7  | 079:490 | +30   | 61     |      |
| 4. | TuS 1896 Sachsenhausen (M)                 | 32  | 16 | 8  | 8  | 084:460 | +38   | 56     |      |
| 5. | SG Union Klosterfelde 1 L                  | 32  | 17 | 5  | 10 | 069:460 | +23   | 53     |      |
| 6. | Oranienburger FC Eintracht 1901            | 32  | 15 | 6  | 11 | 055:460 | +9    | 51     |      |
| 7. | SV Blau-Weiß Petershagen-Eggersdorf        | 32  | 15 | 4  | 13 | 057:480 | +9    | 49     |      |
| 8. | TSG Einheit Bernau                         | 32  | 13 | 7  | 12 | 045:570 | −12   | 46     |      |
| 9. | Brandenburger SC Süd 05                    | 32  | 11 | 11 | 10 | 056:480 | +8    | 44     |      |
| 10. | Werderaner FC Viktoria 1920                | 32  | 11 | 9  | 12 | 059:650 | −6    | 42     |      |
| 11. | SV Germania 90 Schöneiche                  | 32  | 11 | 6  | 15 | 043:450 | −2    | 39     |      |
| 12. | SV Grün-Weiß Lübben                        | 32  | 10 | 5  | 17 | 070:910 | −21   | 35     |      |
| 13. | SV Zehdenick 1920                          | 32  | 9  | 6  | 17 | 070:790 | −9    | 33     |      |
| 14. | SG Fortuna Babelsberg (N)                  | 32  | 9  | 5  | 18 | 053:850 | −32   | 32     |      |
| 15. | FC Concordia Buckow/Waldsieversdorf 03 (N) | 32  | 8  | 7  | 17 | 061:930 | −32   | 31     | ▼    |
| 16. | FV Preussen Eberswalde                     | 32  | 8  | 5  | 19 | 047:850 | −38   | 29     | ▼    |
| 17. | SV Victoria Seelow                         | 32  | 3  | 6  | 23 | 034:100 | −66   | 15     | ▼    |
| 1 Der SG Union Klosterfelde wurden auf Grund eines Sportgerichturteils (Nichterfüllung Nachwuchssoll) 3 Punkte abgezogen. L Vier Vereine beantragten eine Oberligalizenz. |                                            |     |    |    |    |         |       |        |      |

| Zum Saisonende 2023/24: |                                             |
| ▲                       | Aufstieg in die Oberliga Nordost 2024/25    |
| ▼                       | Abstieg in die jeweilige Landesliga 2024/25 |

## Kreuztabelle
Die Kreuztabelle stellt die Ergebnisse aller Spiele dieser Saison dar. Die Heimmannschaft ist in der linken Spalte, die Gastmannschaft in der oberen Zeile aufgelistet.
| 2023/24                                | 1. FC Frankfurt | Märkischer SV 1919 Neuruppin | Brandenburger SC Süd 05 | SV Victoria Seelow | Oranienburger FC Eintracht 1901 | TSG Einheit Bernau | TuS 1896 Sachsenhausen | Werderaner FC Viktoria 1920 | FV Preussen Eberswalde | SV Blau-Weiß Petershagen-Eggersdorf | SV Grün-Weiß Lübben | SG Union Klosterfelde | SV Zehdenick 1920 | SV 1908 Grün-Weiß Ahrensfelde | SV Germania 90 Schöneiche | FC Concordia Buckow/Waldsieversdorf 03 | SG Fortuna Babelsberg |
| -------------------------------------- | --------------- | ---------------------------- | ----------------------- | ------------------ | ------------------------------- | ------------------ | ---------------------- | --------------------------- | ---------------------- | ----------------------------------- | ------------------- | --------------------- | ----------------- | ----------------------------- | ------------------------- | -------------------------------------- | --------------------- |
| 1. FC Frankfurt                        |                 | 3:1                          | 2:2                     | 1:0                | 1:3                             | 7:0                | 1:2                    | 2:0                         | 2:2                    | 2:1                                 | 2:1                 | 3:0                   | 3:3               | 5:4                           | 2:0                       | 6:0                                    | 4:0                   |
| Märkischer SV 1919 Neuruppin           | 4:3             |                              | 1:2                     | 3:2                | 1:1                             | 2:0                | 0:0                    | 4:1                         | 4:2                    | 1:1                                 | 3:1                 | 2:0                   | 3:2               | 2:2                           | 2:1                       | 2:2                                    | 4:5                   |
| Brandenburger SC Süd 05                | 1:1             | 1:1                          |                         | 0:1                | 0:2                             | 5:0                | 1:1                    | 1:4                         | 3:0                    | 2:1                                 | 2:4                 | 0:0                   | 0:1               | 2:6                           | 1:1                       | 3:2                                    | 4:0                   |
| SV Victoria Seelow                     | 0:6             | 2:4                          | 4:4                     |                    | 0:1                             | 2:1                | 1:1                    | 3:4                         | 3:4                    | 0:4                                 | 2:2                 | 1:3                   | 0:6               | 0:2                           | 3:0                       | 1:6                                    | 1:1                   |
| Oranienburger FC Eintracht 1901        | 0:3             | 1:0                          | 2:0                     | 4:0                |                                 | 1:0                | 1:1                    | 1:1                         | 2:0                    | 1:2                                 | 1:3                 | 1:0                   | 5:3               | 0:1                           | 2:4                       | 4:1                                    | 1:0                   |
| TSG Einheit Bernau                     | 1:0             | 1:2                          | 3:0                     | 1:1                | 2:1                             |                    | 3:2                    | 0:3                         | 4:1                    | 1:1                                 | 1:3                 | 1:1                   | 1:1               | 2:2                           | 2:0                       | 4:0                                    | 3:1                   |
| TuS 1896 Sachsenhausen                 | 0:0             | 0:3                          | 0:3                     | 8:0                | 1:1                             | 4:1                |                        | 5:0                         | 5:1                    | 3:0                                 | 7:2                 | 3:0                   | 2:3               | 1:1                           | 0:3                       | 6:1                                    | 6:2                   |
| Werderaner FC Viktoria 1920            | 1:3             | 1:2                          | 1:1                     | 2:2                | 1:1                             | 3:1                | 5:2                    |                             | 1:3                    | 1:2                                 | 4:0                 | 1:1                   | 4:4               | 2:2                           | 1:0                       | 2:1                                    | 4:1                   |
| FV Preussen Eberswalde                 | 1:2             | 5:7                          | 0:3                     | 4:2                | 0:4                             | 2:3                | 1:1                    | 1:3                         |                        | 1:0                                 | 4:1                 | 0:1                   | 1:4               | 0:3                           | 2:1                       | 0:2                                    | 2:2                   |
| SV Blau-Weiß Petershagen-Eggersdorf    | 0:0             | 2:1                          | 1:0                     | 2:0                | 2:0                             | 1:2                | 2:1                    | 1:1                         | 5:2                    |                                     | 4:1                 | 2:0                   | 5:3               | 2:3                           | 2:3                       | 1:2                                    | 3:0                   |
| SV Grün-Weiß Lübben                    | 1:1             | 0:0                          | 0:3                     | 6:0                | 4:1                             | 2:3                | 0:3                    | 3:1                         | 8:1                    | 4:2                                 |                     | 2:3                   | 4:4               | 0:7                           | 0:2                       | 4:4                                    | 4:6                   |
| SG Union Klosterfelde                  | 3:0             | 3:2                          | 1:1                     | 4:0                | 2:0                             | 2:0                | 1:2                    | 2:3                         | 1:1                    | 4:1                                 | 8:0                 |                       | 3:2               | 1:3                           | 3:2                       | 2:0                                    | 6:4                   |
| SV Zehdenick 1920                      | 0:4             | 1:5                          | 1:3                     | 2:1                | 3:4                             | 0:0                | 1:3                    | 7:2                         | 1:2                    | 2:1                                 | 2:3                 | 0:2                   |                   | 1:2                           | 3:2                       | 0:2                                    | 1:1                   |
| SV 1908 Grün-Weiß Ahrensfelde          | 3:3             | 3:2                          | 3:0                     | 3:0                | 3:2                             | 0:1                | 5:1                    | 4:0                         | 4:0                    | 3:0                                 | 5:0                 | 3:2                   | 3:1               |                               | 0:0                       | 2:1                                    | 3:0                   |
| SV Germania 90 Schöneiche              | 0:0             | 1:2                          | 1:1                     | 2:0                | 0:2                             | 0:1                | 1:5                    | 1:1                         | 1:0                    | 0:3                                 | 2:1                 | 2:3                   | 3:2               | 1:1                           |                           | 3:0                                    | 3:0                   |
| FC Concordia Buckow/Waldsieversdorf 03 | 3:4             | 0:5                          | 2:2                     | 5:1                | 4:4                             | 2:2                | 2:5                    | 3:2                         | 1:1                    | 4:2                                 | 0:5                 | 1:6                   | 4:3               | 3:4                           | 0:3                       |                                        | 2:3                   |
| SG Fortuna Babelsberg                  | 3:6             | 0:4                          | 1:5                     | 4:1                | 3:1                             | 5:0                | 0:4                    | 0:0                         | 1:3                    | 0:1                                 | 3:1                 | 3:1                   | 1:3               | 1:3                           | 1:0                       | 1:1                                    |                       |

## Statistiken

### Torschützenliste
| Pl. | Spieler         | Mannschaft                     | Tore |
| --- | --------------- | ------------------------------ | ---- |
| 1.  | Tim Dethloff    | SG Fortuna Babelsberg          | 25   |
| 1.  | Patrick Richter | Brandenburger SC Süd 05        | 25   |
| 3.  | Blenard Colaki  | SV 1908 Grün-Weiss Ahrensfelde | 23   |
| 4.  | Marcel Georgi   | 1. FC Frankfurt                | 22   |
| 4.  | Romano Lindner  | SV Grün-Weiß Lübben            | 22   |
| 6.  | Deniz Citlak    | SV 1908 Grün-Weiss Ahrensfelde | 20   |
| 6.  | Marcin Krystek  | SV Zehdenick 1920              | 20   |

### Zuschauertabelle
Die Zuschauertabelle zeigt die besuchten Heimspiele an. Die Reihenfolge ist nach der Zuschaueranzahl sortiert.
|        | Verein | Verein                                 | Zuschauer | ø pro Spiel | Auslastung |
| ------ | ------ | -------------------------------------- | --------- | ----------- | ---------- |
| 01.    |        | TuS 1896 Sachsenhausen                 | 3922      | 245         | 11,7 %     |
| 02.    |        | SV 1908 Grün-Weiß Ahrensfelde          | 3865      | 242         | 9,7 %      |
| 03.    |        | SG Union Klosterfelde                  | 3625      | 227         | 11,3 %     |
| 04.    |        | SV Victoria Seelow                     | 3290      | 206         | 5,6 %      |
| 05.    |        | FC Concordia Buckow/Waldsieversdorf 03 | 3238      | 202         | 10,1 %     |
| 06.    |        | Oranienburger FC Eintracht 1901        | 3121      | 195         | 8,9 %      |
| 07.    |        | SV Zehdenick 1920                      | 2541      | 159         | 6,4 %      |
| 08.    |        | Brandenburger SC Süd 05                | 2276      | 142         | 2,8 %      |
| 09.    |        | 1. FC Frankfurt                        | 2259      | 141         | 14,1 %     |
| 10.    |        | FV Preussen Eberswalde                 | 2130      | 133         | 3,3 %      |
| 11.    |        | SV Germania 90 Schöneiche              | 1836      | 115         | 5,7 %      |
| 12.    |        | SV Blau-Weiß Petershagen-Eggersdorf    | 1788      | 112         | 4,5 %      |
| 13.    |        | SG Fortuna Babelsberg                  | 1780      | 111         | 5,6 %      |
| 14.    |        | Märkischer SV 1919 Neuruppin           | 1639      | 102         | 5,1 %      |
| 15.    |        | TSG Einheit Bernau                     | 1468      | 92          | 3,1 %      |
| 16.    |        | SV Grün-Weiß Lübben                    | 1219      | 76          | 2,5 %      |
| 17.    |        | Werderaner FC Viktoria 1920            | 994       | 62          | 2,1 %      |
| Gesamt | Gesamt | Gesamt                                 | 40991     | 151         | 70,7 %     |